# Рон Мос
Роналд Монтаг "Рон" Мос (на английски: Ronald Montague "Ronn" Moss) е американски филмов актьор и певец, носител на награда „Еми“. Известен с ролята си на Ридж Форестър в американския телевизионен сериал „Дързост и красота“. Той е един от създателите на групата „Плейър“ (Player), в която участва като бас китарист и вокалист. Най-известният техен хит е Baby come back („Бейби Кам Бек“). Мос има издадени и самостоятелни албуми. Негови песни звучат и в сериала „Дързост и красота“.

## Дискография
- 1978 – "Danger Zone" – Player
- 1980 – "Player" – Player
- 1981 – "Room with a view" – Player
- 1990 – "Best of" – Player
- 1995 – "Lost in reality" – Player
- 1995 – "Electric shadows" – Player
- 1998 – "The best of Player" – Player
- 2001 – "Player" – Player
- 2002 – "Room with a view" – Player
- 2000 – "I'm your man" – Ronn Moss
- 2005 – "Uncovered" – Ronn Moss